# Amsterdamsche Football Club Ajax 2005-2006
Questa pagina raccoglie i dati riguardanti l'Amsterdamsche Football Club Ajax nelle competizioni ufficiali della stagione 2005-2006.

## Stagione
Questa stagione inizia con la vittoria sul PSV nella Johan Cruijff Schaal e prosegue con la qualificazione alla fase a gruppi della UEFA Champions League, ottenuta battendo il Brøndby. Gli olandesi si trovano poi a giocare con Arsenal, Thun e Sparta Praga nel girone, e qui mettono insieme undici punti (sei con gli svizzeri, quattro coi cechi ed uno con gli inglesi) e avanzano agli ottavi come seconda. Nel mercato di gennaio viene acquistato Klaas-Jan Huntelaar, mentre cambiano maglia Bogdan Lobonț, che va alla Fiorentina, e Maxwell, che viene ingaggiato dall'Inter. Proprio i nerazzurri sono gli avversari negli ottavi di Champions; hanno però la meglio, pareggiando 2-2 ad Amsterdam e vincendo per 1-0 a Milano.
La stagione si conclude con il quarto posto in Eredivisie dove Huntelaar è capocannoniere, ad ogni modo i Lancieri si qualificano alla prossima Champions League battendo Feyenoord e Groningen nei play-off del campionato. Viene infine conquistata la KNVB beker, vincendo un'altra volta con il PSV nella partita secca.

## Organigramma societario
Fonte
Area direttiva
- Presidente:  John Jaakke.

Area tecnica
- Allenatore:  Danny Blind.

## Rosa
| N. |                        | Ruolo | Calciatore           |
| -- | ---------------------- | ----- | -------------------- |
| 1  | Paesi Bassi (bandiera) | P     | Maarten Stekelenburg |
| 2  | Tunisia (bandiera)     | D     | Hatem Trabelsi       |
| 3  | Rep. Ceca (bandiera)   | D     | Zdeněk Grygera       |
| 4  | Paesi Bassi (bandiera) | D     | John Heitinga        |
| 5  | Francia (bandiera)     | D     | Julien Escudé        |
| 6  | Rep. Ceca (bandiera)   | C     | Tomáš Galásek        |
| 7  | Argentina (bandiera)   | A     | Mauro Rosales        |
| 8  | Paesi Bassi (bandiera) | C     | Hedwiges Maduro      |
| 9  | Grecia (bandiera)      | A     | Angelos Charisteas   |
| 10 | Sudafrica (bandiera)   | C     | Steven Pienaar       |
| 11 | Paesi Bassi (bandiera) | A     | Ryan Babel           |
| 12 | Sudafrica (bandiera)   | P     | Hans Vonk            |
| 14 | Brasile (bandiera)     | D     | Maxwell              |
| 15 | Belgio (bandiera)      | D     | Thomas Vermaelen     |
| 16 | Paesi Bassi (bandiera) | C     | Nigel de Jong        |
| 17 | Grecia (bandiera)      | A     | Yannis Anastasiou    |
| 18 | Paesi Bassi (bandiera) | C     | Wesley Sneijder      |

| N. |                        | Ruolo | Calciatore          |
| -- | ---------------------- | ----- | ------------------- |
| 19 | Paesi Bassi (bandiera) | C     | Urby Emanuelson     |
| 21 | Paesi Bassi (bandiera) | C     | Olaf Lindenbergh    |
| 22 | Spagna (bandiera)      | D     | Juanfran            |
| 23 | Belgio (bandiera)      | C     | Tom De Mul          |
| 24 | Svezia (bandiera)      | A     | Markus Rosenberg    |
| 25 | Paesi Bassi (bandiera) | A     | Klaas-Jan Huntelaar |
| 26 | Romania (bandiera)     | P     | Bogdan Lobonț       |
| 27 | Armenia (bandiera)     | C     | Ēdgar Manowčaryan   |
| 28 | Marocco (bandiera)     | C     | Nourdin Boukhari    |
| 29 | Romania (bandiera)     | C     | Nicolae Mitea       |
| 30 | Paesi Bassi (bandiera) | P     | Kenneth Vermeer     |
| 31 | Ghana (bandiera)       | D     | Emmanuel Boakye     |
| 32 | Paesi Bassi (bandiera) | C     | Vurnon Anita        |
| 33 | Paesi Bassi (bandiera) | D     | Robbert Schilder    |
| 38 | Ghana (bandiera)       | C     | Jeffrey Sarpong     |
| 45 | Indonesia (bandiera)   | D     | Michael Timisela    |

## Statistiche

### Statistiche di squadra
| Competizione            | Punti | Totale | Totale | Totale | Totale | Totale | Totale |
| Competizione            | Punti | G      | V      | N      | P      | Gf     | Gs     |
| ----------------------- | ----- | ------ | ------ | ------ | ------ | ------ | ------ |
| Eredivisie              | 60    | 34     | 18     | 6      | 10     | 66     | 41     |
| Playoff dell'Eredivisie | -     | 4      | 3      | 0      | 1      | 10     | 4      |
| KNVB beker              | -     | 4      | 4      | 0      | 0      | 15     | 3      |
| Johan Cruijff Schaal    | -     | 1      | 1      | 0      | 0      | 2      | 1      |
| UEFA Champions League   | 11    | 10     | 4      | 4      | 2      | 17     | 12     |
| Totale                  |       | 53     | 30     | 10     | 13     | 110    | 61     |

### Statistiche individuali
- Capocannoniere dell'Eredivisie
  -  Klaas-Jan Huntelaar
- Talento dell'anno
  -  Klaas-Jan Huntelaar